# 청주동중학교
청주동중학교(淸州東中學校)는 대한민국 충청북도 청주시 상당구 금천동에 있는 공립 중학교이다.

## 학교 연혁
- 1983년 10월 28일 : 청주동중학교 설립인가(학년당 8학급)
- 1983년 12월 30일 : 본관 신축
- 1984년 3월 1일 : 초대 김재섭 교장 부임
- 1984년 3월 5일 : 청주동중학교 개교 및 입학식
- 2002년 12월 26일 : 강당 증축
- 2012년 4월 18일 : 본관 그린스쿨 조성사업 완료
- 2024년 1월 5일 : 제38회 졸업식(졸업생 223명, 누계 16,215명)
- 2024년 3월 1일 : 교육실습 협력 학교(2024~2025)
- 2024년 3월 4일 : 신입생 입학(8학급 217명)
- 2024년 9월 1일 : 제19대 김재돈 교장 부임

## 참고 자료
- 청주동중학교 - 한국교육학술정보원 학교알리미